# Lernanthropus hiatus
Lernanthropus hiatus är en kräftdjursart. Lernanthropus hiatus ingår i släktet Lernanthropus och familjen Lernanthropidae. Inga underarter finns listade i Catalogue of Life.